# Pyrgulopsis neomexicana
Pyrgulopsis neomexicana is een minuscule bedreigde soort zoetwaterslak uit de familie Hydrobiidae.

## Voorkomen

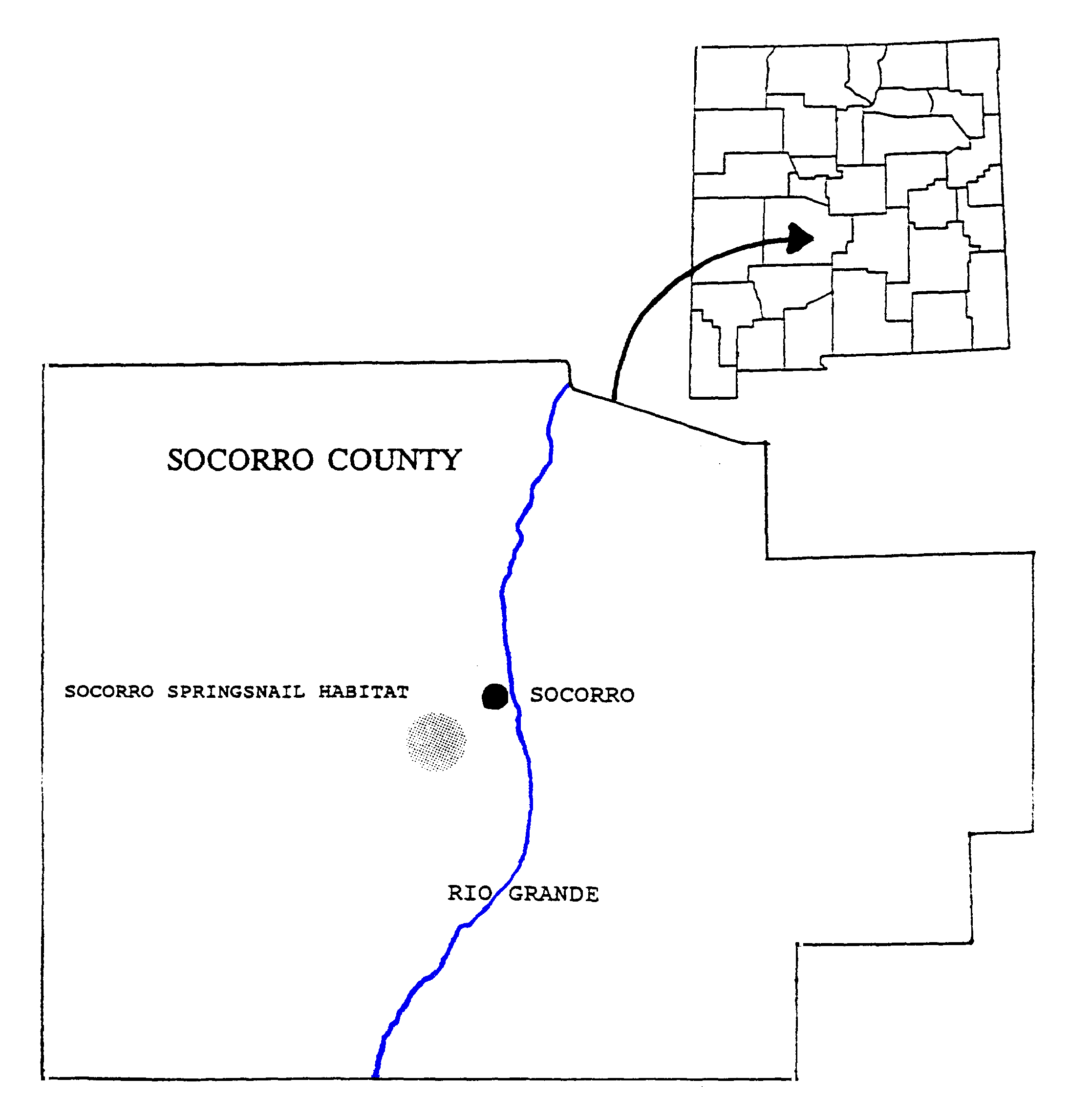
Kaart met het verspreidingsgebied van de Pyrgulopsis neomexicana.

De soort is endemisch in Socorro County in het midden van New Mexico in het zuidwesten van de Verenigde Staten. Momenteel is de soort nog maar bekend van één warmwaterbron, de Torreon Spring waar hij werd gelokaliseerd in 1979.